# Talleres y cocheras (Metro de Málaga)
Los talleres y cocheras son una instalación del Metro de Málaga situada al final de la línea 1, junto a la barriada de Los Asperones del distrito de Puerto de la Torre de Málaga, España.

## Funciones
Albergan las unidades de almacenamiento y talleres de los trenes del metro, la estación de servicio para el mantenimiento y la nave del tren de lavado y son el puesto de control central desde el que se gestiona y supervisa la explotación en tiempo real del ferrocarril. En este recinto tienen cabida 16 trenes a la vez.
Ocupa una superficie de seis hectáreas junto a la parada inicial de la línea 1: la Estación de Andalucía Tech. La construcción de esta infraestructura se presupuestó en 19 millones de euros.
Este ramal técnico se finalizó antes de la inauguración del metro concretamente en 2010